# Józef Andrasz
Józef Andrasz SJ (ur. 16 października 1891 w Wielopolu k. Nowego Sącza, zm. 1 lutego 1963 w Krakowie) – polski duchowny katolicki, jezuita,  kierownik duchowy św. Faustyny Kowalskiej, sługa Boży Kościoła katolickiego.

## Życiorys
Współpracownik Wydawnictwa Apostolstwa Modlitwy w latach 1920–1928 i 1930–1952 (dyrektor 1936–1937). Z jego inicjatywy Wydawnictwo od roku 1921 publikowało serię Biblioteka Życia Wewnętrznego (do 1939 ukazało się 41 tomów). Były to w większości przekłady wybitnych pisarzy ascetycznych. Wiele z książek z tej serii zostało przetłumaczonych przez samego Andrasza.
Był także krajowym dyrektorem Apostolstwa Modlitwy i w Dziele Poświęcenia Rodzin. Był także redaktorem naczelnym bardzo popularnego czasopisma „Posłaniec Serca Jezusowego”. Napisał wiele broszur religijnych (m.in. Wspólnie z kapłanem) oraz artykułów historycznych.
W czasie pobytu św. Faustyny Kowalskiej w Krakowie był dla niej nieocenioną pomocą. Zapoczątkował w Sanktuarium Bożego Miłosierdzia w Łagiewnikach (1943) nabożeństwo do Miłosierdzia Bożego. Pod jego kierunkiem Adolf Hyła namalował najbardziej znany obraz Miłosierdzia Bożego, który znajduje się w Sanktuarium Bożego Miłosierdzia w Krakowie-Łagiewnikach.
W roku 2017 Wydawnictwo WAM wydało książka autorstwa Stanisławy Bogdańskiej „Ojciec Józef Andrasz SJ. Spowiednik świętych”, ukazującą postać o. Andrasza jako spowiednika i ojca duchowego nie tylko św. Faustyny, ale także innych jego duchowych córek. Poza najbardziej znaną bł. Anielą Salawą można wymienić również bł. Marię Klemensę (Helena) Staszewską od Jezusa Ukrzyżowanego OSU, męczennicę II Wojny Światowej, Sługę Bożą Paulę Zofię Tajber i s. Kalikstę Piekarczyk – zakonnicę z własnej woli zupełnie nieznaną: pragnęła „spalić” siebie i swoją spuściznę, łącznie ze zdjęciami, jako ofiarę za uratowanie Krakowa podczas drugiej wojny światowej. Wywarł także duży wpływ na studenta medycyny Henryka Mosinga, późniejszego profesora – epidemiologa, potajemnego, legendarnego księdza czasów komunistycznych.
Pochowany na Cmentarzu Rakowickim w Krakowie.
12 listopada 2024 arcybiskup Marek Jędraszewski podpisał edykt, ogłaszający decyzję o rozpoczęciu procesu bearyfikacyjnego ks. Józefa Andrasza. 1 lutego 2025 w archidiecezji krakowskiej rozpoczął się jego proces beatyfikacyjny. Postulatorem procesu został o. Mariusz Balcerak SJ. Odtąd przysługuje mu tytuł Sługa Boży.  

## Publikacje
- Miłosierdzie Boże, ufamy Tobie (1947)[2]
- Wspólnie z kapłanem (1933)[2]
- Poświęć się Sercu Bożemu”, „Zarzuty przeciw częstej Komunii świętej”, „Modlitwa mistyczna” W: Poświęć się Sercu Bożemu” WAM (2014).

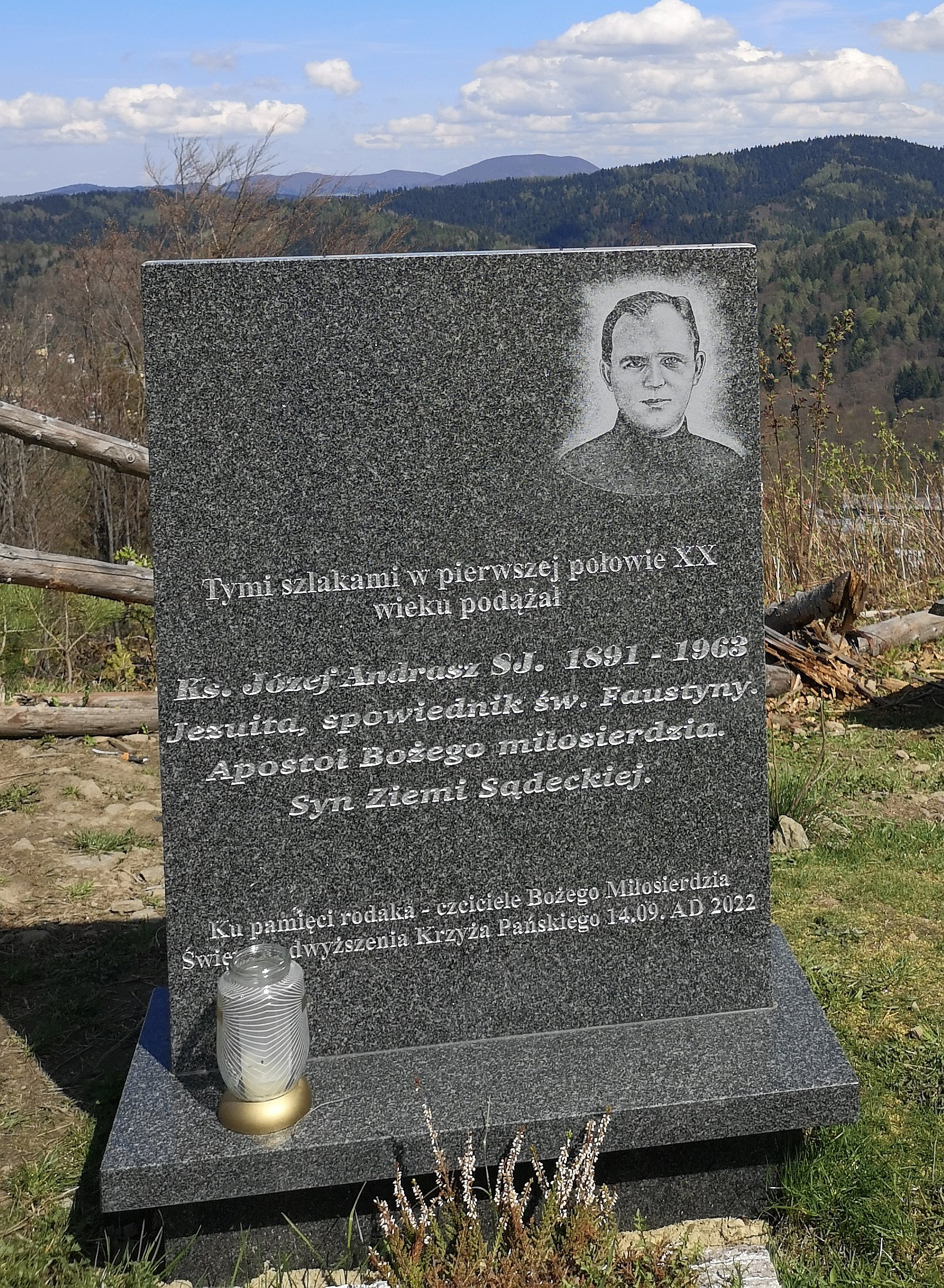
Tablica pamiątkowa na Górze Krzyżowej nad Krynicą.jpg